# Burza práce
Burza práce je místo (fyzické či virtuální) koncentrující účastníky trhu práce, tedy zájemce o práci na jedné straně a nabízející na straně druhé. Vyskytuje se ve státem neorganizované podobě (ranní burzy práce v námořních docích a přístavech) nebo v organizacích státem, resp. státní správou podporovaných (např. úřad práce).